# Inspecteur Lavardin
Inspecteur Lavardin is een Franse misdaadfilm uit 1986 onder regie van Claude Chabrol.
Buitenopnamen vonden plaats in Dinan en Dinard in Bretagne.

## Verhaal
De auteur Raoul Mons wordt in een kuststadje in West-Frankrijk dood teruggevonden op het strand. Inspecteur Lavardin moet de zaak oplossen. Hij ontdekt tot zijn verbazing dat de weduwe van Mons een vroeger liefje van hem is. Hij merkt ook op dat er niemand is die treurt om de dood van Mons.

## Rolverdeling
| Acteur             | Personage                |
| ------------------ | ------------------------ |
| Jean Poiret        | Inspecteur Jean Lavardin |
| Jean-Claude Brialy | Claude Alvarez           |
| Bernadette Lafont  | Hélène Mons              |
| Jean-Luc Bideau    | Max Charnet              |
| Jacques Dacqmine   | Raoul Mons               |
| Hermine Clair      | Véronique Manguin        |